# 牛蹄乡
牛蹄乡是中国陕西省安康市汉滨区下辖的一个乡。

## 行政区划
牛蹄乡下辖以下行政区：
土坪村、松安村、高田村、梯田村、双树村、吉安村、双桥村、林本村